# Хенрик Нассау-Оверкирк
Хенрик Нассау-Оверкирк (1640 — 18 октября 1708, Руселаре, Бельгия) — голландский военачальник и троюродный брат короля Англии Вильгельма III. Лорд Ауверкерка и Вауденберга в Нидерландах. В Англии его называли — граф Оверкирк.

## Биография
Родился в Гааге, в семье Людвига Нассау-Бевервердского (незаконнорождённый сын Морица Оранского) и его жены Изабеллы ван Горн. Крещён 16 декабря 1640 года. Получил титул графа Нассау от императора Леопольда I в 1679 году, а в 1688 году присоединился к вторжению Вильгельма III в Англию и в следующем году получилось должность конюшего. Хенрик располагал личной резиденцией в Лондоне (Оверкирк-Хаус), позже ставшей часть Даунинг-стрит, 10.
Граф Оверкирк был одним из наиболее доверенных генералов герцога Мальборо и возглавлял левое крыло армии Мальборо в битвах при Рамиллисе и Ауденарде. В 1704 году он стал фельдмаршалом армии голландского государства.
Хенрик умер 18 октября 1708 года в Руселаре на территории современной Бельгии и похоронен в Аудеркерк-ан-ден-Эйссел, Нидерланды. Его вдова продолжала жить в резиденции в Лондоне до своей смерти в 1720 году.

## Семья
Будущий лорд Оверкирк женился на Фрэнсис ван Арсен ван Соммельсдейк, дочери Корнелиуса, лорда Соммельсдейка, в Гааге 2 октября 1667 года. У них было восемь детей.

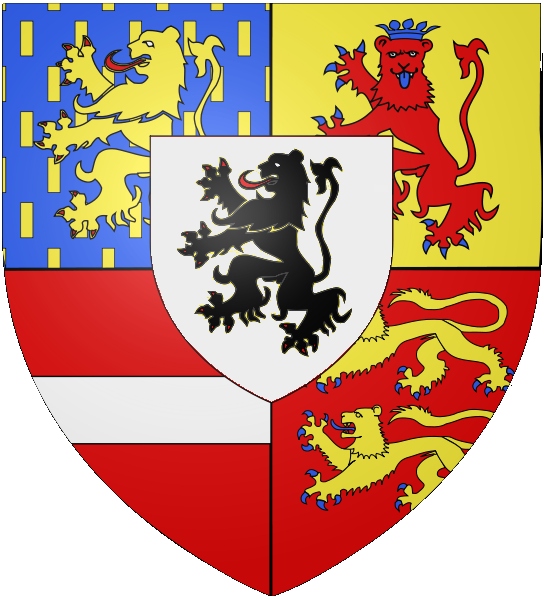
Герб графов Нассау-ден Лек и Оуверкерк.

1. Графиня Изабелла ван Нассау (умерла при родах 30 января 1692 г. в Лондоне) вышла замуж за Чарльза Грэнвилла, лорда Лэнсдауна, впоследствии 2-го графа Бата, сын и наследник Джона Грэнвилла, 1-го графа Бата.[4]
2. Лодевийк ван Нассау (1669—1687)
3. Люсия ван Нассау (1671—1673)
4. Хенрик Нассау-Оверкирк, 1-й граф Грэнтэм[англ.] (1673—1754), два сына которого умерли при его жизни, сделав своего племянника Хендрика своим наследником с 1730 года.
5. Корнелис ван Нассау, (1675—1712), погиб в битве при Денайне
6. Граф Виллем Мауриц ван Нассау, (1679—1753), женился на своей кузине Шарлотте ван Нассау (ок. 1677—1708) и имел сына и двух дочерей.
  1. Граф Хендрик ван Нассау, виконт Бостона (1710 — 10 октября 1735), который стал наследником своего дяди, 1-го графа Грэнтэма, и был известен как виконт Бостонский.[5]
7. Франс ван Нассау (1682—1710), погиб в битве при Альменаре.
8. Люсия Анна ван Нассау (1684—1744) вышла замуж за Нанфана Кута, 2-го графа Белломонта, и у неё родилась дочь, леди Фрэнсис Кут.